# 兵庫県道73号山田三田線
兵庫県道73号山田三田線（ひょうごけんどう73ごう やまださんだせん）は、兵庫県神戸市から三田市を結ぶ主要地方道（兵庫県道）である。単独区間は神戸市域なため神戸市の管理道で、一部不通区間がある。

## 概要

### 路線データ
- 起点：神戸市北区谷上西町（北勝交差点、兵庫県道15号神戸三田線交点）
- 終点：三田市八景町（国道176号交点、八景中学校前交差点）

## 歴史
- 1968年（昭和43年）6月1日 - 兵庫県が一般県道485号山田三田線を認定。
- 1977年（昭和52年）8月30日 - 主要地方道73号市島和知線（現59号）が認定。
- 1993年（平成5年）
  - 5月11日 - 建設省（現・国土交通省）から、一般県道山田三田線が山田三田線として主要地方道に指定される[1]。
  - 12月20日 - 一般県道485号山田三田線が主要地方道73号山田三田線となる。同時に市島和知線は京都府に合わせて59号に改番された。

## 路線状況

### 重複区間
- 兵庫県道82号大沢西宮線（神戸市北区大沢町神付 - 神戸市北区大沢町上大沢・大沢町交差点）
- 兵庫県道17号西脇三田線・兵庫県道20号加古川三田線（神戸市北区長尾町上津・岩谷口交差点 - 三田市八景町・八景中学校前交差点）

### 道の駅
- 道の駅神戸フルーツ・フラワーパーク大沢

## 地理

### 通過する自治体
- 神戸市（北区）
- 三田市

### 交差する道路
- 兵庫県道15号神戸三田線（神戸市北区谷上西町・北勝交差点、起点）
未供用区間あり
- 兵庫県道38号三木三田線（兵庫県道506号市野瀬有馬線 重複）（神戸市北区八多町深谷）
- 兵庫県道82号大沢西宮線（神戸市北区大沢町神付）
- 兵庫県道82号大沢西宮線（神戸市北区大沢町上大沢・大沢町交差点）
- 兵庫県道17号西脇三田線（兵庫県道20号加古川三田線 重複）（神戸市北区長尾町上津・岩谷口交差点）
- 兵庫県道357号定塚四軒茶屋線（神戸市北区長尾町宅原・長尾交差点）
- 兵庫県道720号テクノパーク三田線（三田市狭間が丘・嶋ケ谷交差点）
- 兵庫県道141号黒石三田線（三田市南が丘・西対中交差点）
- 国道176号（兵庫県道15号神戸三田線 重複）（三田市八景町・八景中学校前交差点、終点）

### 沿線にある施設など
八多町側の供用区間の端部には霊園が、山田町側の端部には兵庫カンツリー倶楽部がある。